# Pteragogus cryptus
Pteragogus cryptus е вид бодлоперка от семейство Labridae. Видът не е застрашен от изчезване.

## Разпространение и местообитание
Разпространен е в Австралия, Американска Самоа, Вануату, Гуам, Джибути, Египет, Еритрея, Йемен, Израел, Индонезия, Йордания, Малайзия, Маршалови острови, Мианмар, Микронезия, Нова Каледония, Палау, Папуа Нова Гвинея, Провинции в КНР, Самоа, Саудитска Арабия, Северни Мариански острови, Сингапур, Соломонови острови, Судан, Тайван, Тайланд, Тонга, Уолис и Футуна, Фиджи, Филипини и Япония.
Обитава морета, лагуни и рифове. Среща се на дълбочина от 1,5 до 39,5 m, при температура на водата от 27,6 до 29,2 °C и соленост 32,3 – 35,3 ‰.

## Описание
На дължина достигат до 9,5 cm.